# 米蘭交通公司
米兰交通集团（義大利語：Azienda Trasporti Milanesi，縮寫：ATM）是意大利米兰的一家公共交通公司，主要业务范围在米兰及周边城市。该公司在米兰及周边城市运营米兰地铁、米兰有轨电车、64条公交线路、4条无轨电车线路、55条城际公交线路、定制公交、轻便铁路、科莫—布鲁纳泰缆车、“米兰行”共享汽车、“米兰单车”共享单车等公共交通服务。2010年时的年客流量为7.34亿人次。

## 历史

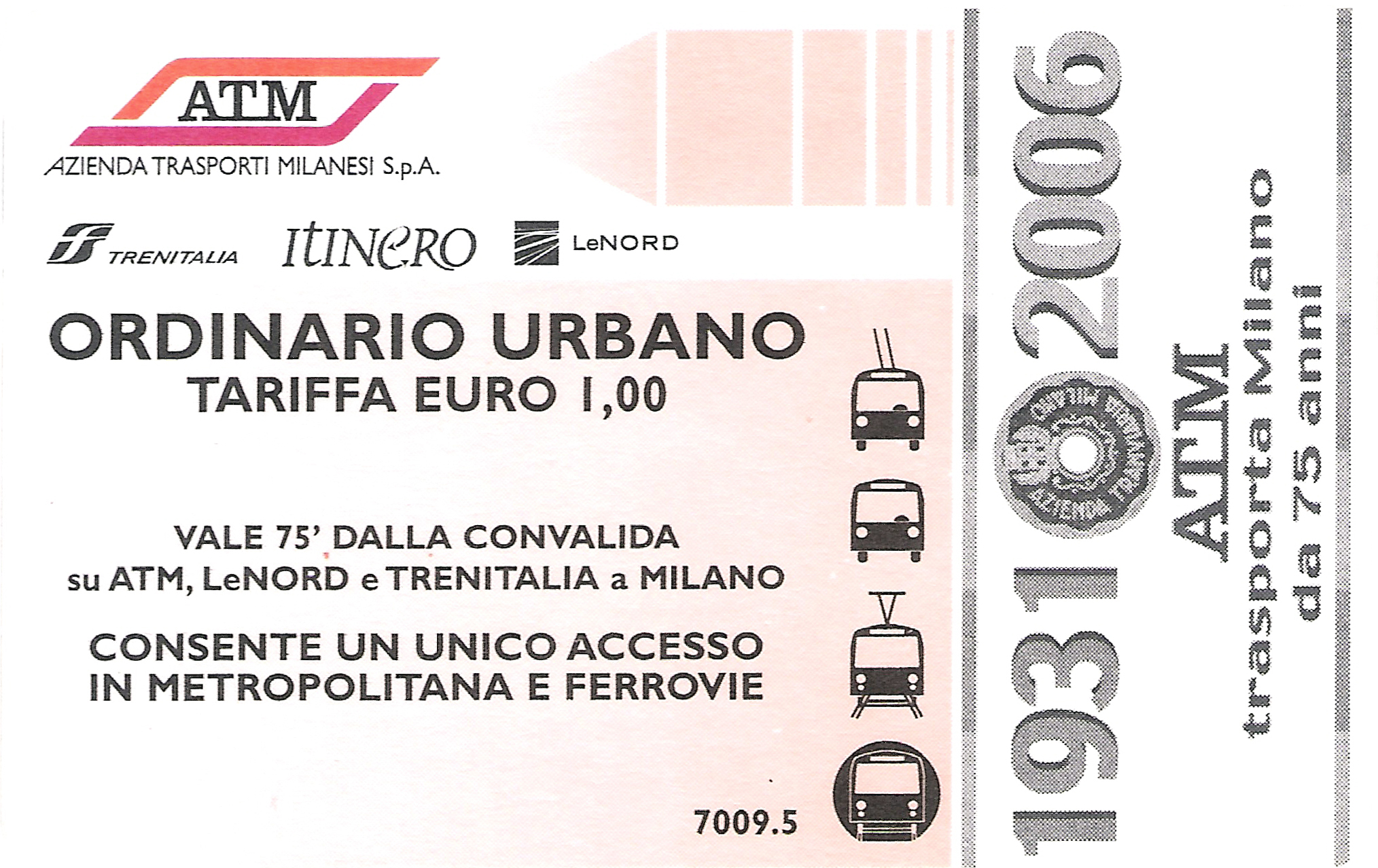
米兰交通集团成立75周年纪念车票

1840年8月17日，米兰—蒙扎铁路的通车，标志着米兰进入现代化公共交通时代。
1841年，米兰引入马拉公交车。由“米兰公交公司”（意大利语原名：Società Anonima degli Omnibus ，意大利语简称：SAO）运营。1861年至1865年间，该公司有11条公交线路。1876年7月8日，米兰第一条城市马拉轨道交通线路（米兰有轨电车的前身之一）通车。之后的19世纪七八十年代，米兰陆续有多条由畜力或蒸汽机车牵引的城市轨道交通线路通车（很多后来成为米兰有轨电车的一部分）。1893年，“意大利爱迪生公司”（意大利一家大型能源企业）开始在米兰修建有轨电车网络。两年后，意大利爱迪生公司已拥有18条有轨电车线路。1895年，意大利爱迪生公司兼并了原属米兰公交公司的畜力城市轨道交通网络，并将其改造为有轨电车，工程于1901年全部完工。1917年，意大利爱迪生公司将所属的米兰有轨电车移交予米兰市政府。
1931年，米兰交通集团成立，当时的意大利语名称为Azienda Tranviaria Municipale (ATM)。
1905年，米兰第一条汽车公交线路开通，当时使用燃油动力，由意大利汽车公司运营（意大利语全称：(Società Italiana Trasporto con Automobili，意大利语简称：SITA）。后来该公司在米兰运营的公交线路亦移交予米兰交通集团。
1933年，米兰交通集团开通了米兰第一条无轨电车线路。
二战结束后不久，修复在战争中被破坏的公共交通系统成为了公司的首要任务。1957年，米兰地铁开工，1964年米兰地铁第一条线路通车。5年后，米兰地铁第二条线路通车。1990年米兰地铁3号线通车。
1965年1月1日，米兰交通集团的意大利语名称改为“Azienda Trasporti Municipali”。之后数年里，米兰有轨电车开始引入铰接有轨电车。20世纪60年代，包括米兰在内的整个意大利进入了私家车爆炸时代，当时的很多意大利人成为了私家车爱好者，公共交通在当时却被短视地忽视。
1992年，米兰15路有轨电车延线至羅扎諾（Rozzano）。
1999年，米兰交通集团的意大利语名称改为了现在的“Azienda Trasporti Milanesi”。
2000年，电召巴士（一种介于的士和巴士之间的公共交通服务。无固定路线，可通过电召乘车，但不属于的士。類似香港红顶小巴或原台中市公車藍1）上线，是对夜间公共交通服务的有效补充。
2001年改制为股份有限公司。
2002年12月7日，米兰7路有轨电车升级为专有路权有轨电车。2003年12月8日，米兰4路有轨电车北段、米兰15路有轨电车南段也升级为专有路权有轨电车。
2004年，米兰交通集团开始引入磁质车票和公交卡。3年后，在所属的米兰公共交通服务中完成全面推广。

## 线路

### 米兰地铁
米兰地铁现时有5条运营中的线路：

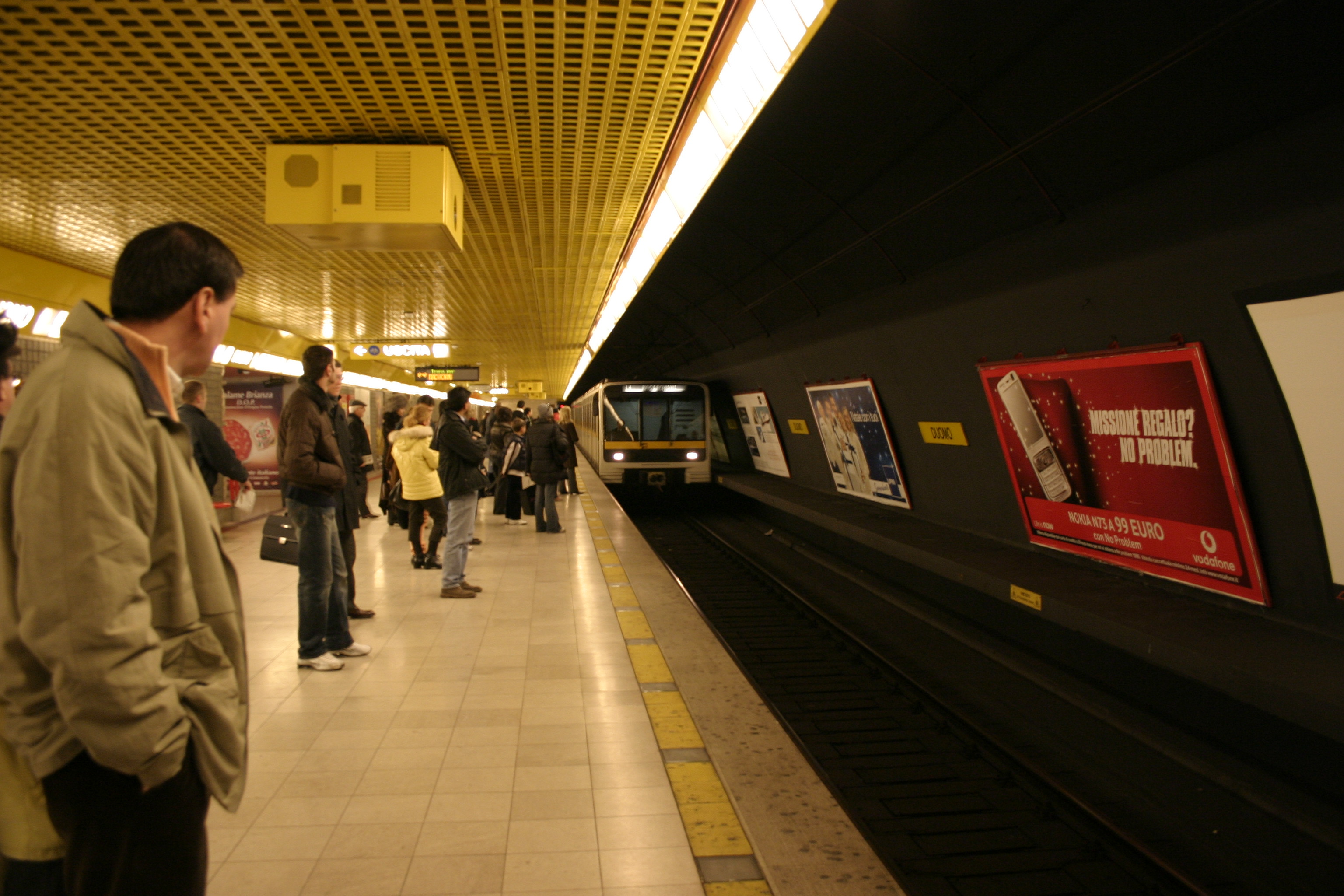
米兰地铁3号线开往Maciachini（现已延线至Comasina站）方向的列车进入Duomo站

- 1号线 Sesto 1º Maggio FS ↔ Rho Fieramilano / Bisceglie
- 2号线 Abbiategrasso / Assago Milanofiori Forum ↔ Cologno Nord / Gessate
- 3号线 San Donato ↔ Comasina
- 4号线 Linate Aeroporto ↔ Dateo
- 5号线 San Siro Stadio ↔ Bignami

米兰地铁总长度超过102千米，拥有119座车站，多数线路位于地下。日客流量超过102万人次，是意大利客流量最大的地铁。
此外，米兰交通集团还拥有哥本哈根地铁的运营权。

### 米兰轻轨
米兰轻轨也是由米兰交通集团负责运营的。20世纪20年代，曾使用“彼得·威特有轨电车”（Peter Witt streetcar）。现时运营着以下线路：

#### 市区线路：
1路（Peter Witt streetcar)、2路、3路、4路、5路（Peter Witt streetcar)、7路、9路、10路（Peter Witt streetcar)、12路、14路、15路、16路、19路（Peter Witt streetcar)、24路、27路、31路、33路（Peter Witt streetcar)

### 米兰无轨电车
该公司现时在米兰运营4条无轨电车线路，包括：
90路
91路
92路（环线）
93路（运行在米兰东部及北部）

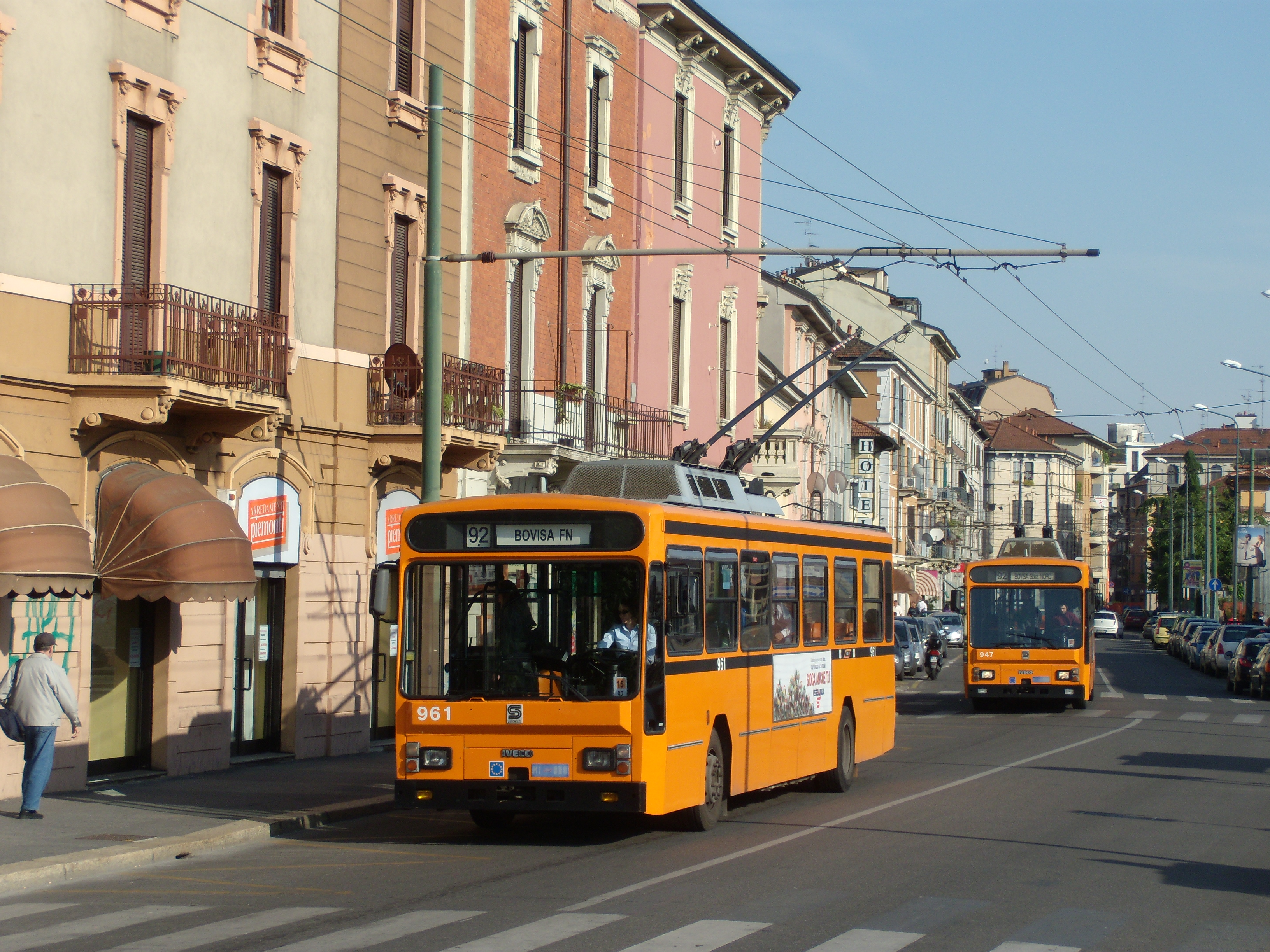
配属于92路的依维柯无轨电车，行驶在米兰博维萨火车站附近。

### 米兰公交
米兰交通集团在米兰运营67条公交线路和53条城际公交线路。

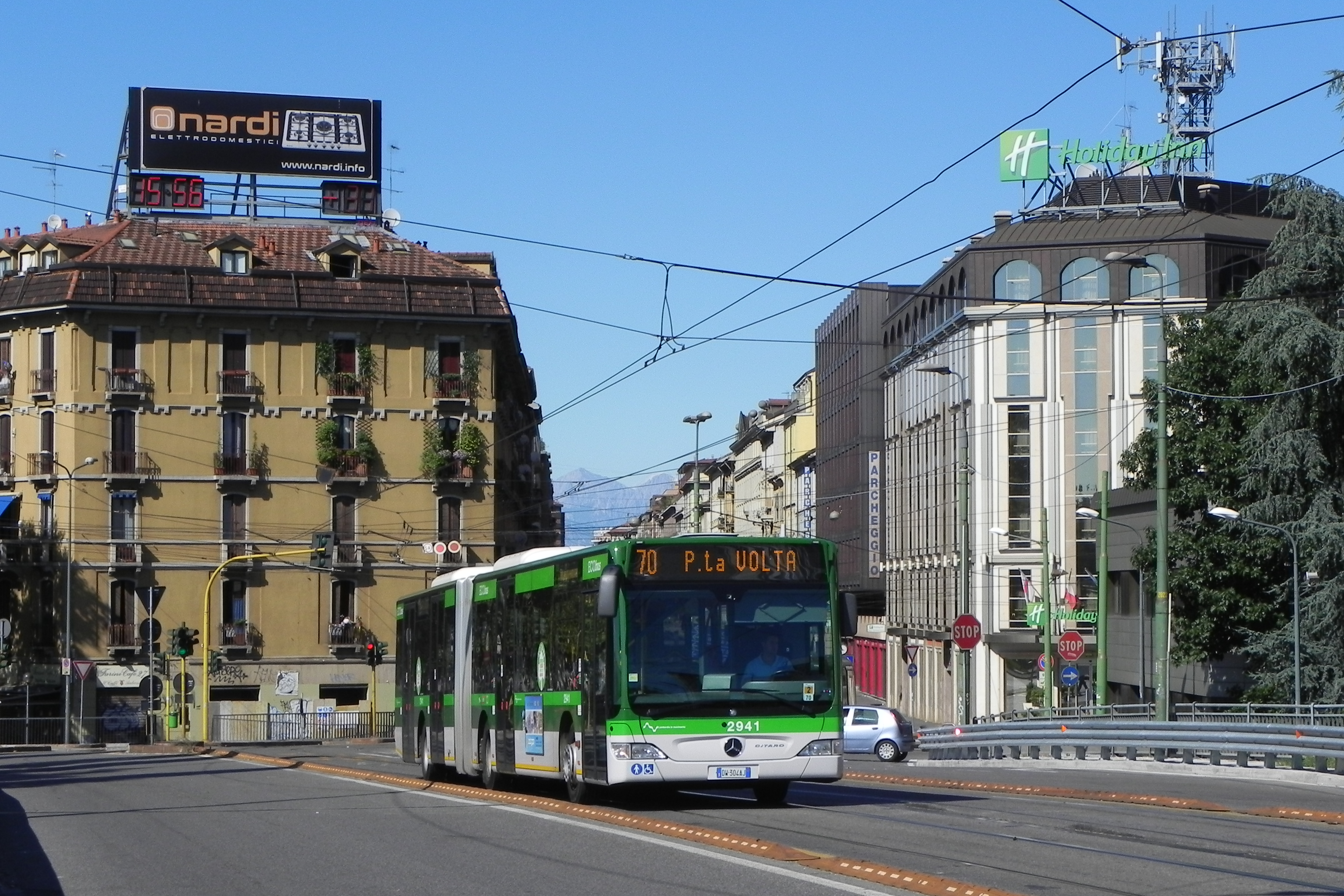
配属于70路的梅赛德斯-奔驰Citaro巴士，行驶在Carlo Farini。

## 外部連結
- 米蘭交通集團 （页面存档备份，存于）